# Catharina Bråkenhielm
Catharina Bråkenhielm, tidigare gift Blomstrand Bråkenhielm, född 3 november 1956 i Kortedala kyrkobokföringsdistrikt i Göteborg, är en svensk politiker (socialdemokrat). Hon var ordinarie riksdagsledamot 2002–2018, invald för Västra Götalands läns västra valkrets, och är sedan januari 2019 kommunstyrelsens ordförande i Orusts kommun.

## Biografi
Bråkenhielm var riksdagsledamot 2002–2018. I riksdagen var hon ledamot i skatteutskottet 2002–2006 och socialutskottet 2007–2018. Hon var även suppleant i civilutskottet, justitieutskottet, miljö- och jordbruksutskottet, skatteutskottet, socialutskottet och riksbanksfullmäktige, samt deputerad i sammansatta justitie- och socialutskottet.
Bråkenhielm är utbildad lärare. Hon är bosatt i Henån.